# Yanik Wagnières
Yanik Wagnières (* 28. November 1997) ist ein ehemaliger Schweizer Unihockeyspieler.

## Karriere

### Vereine
Wagnières begann seine Karriere beim UHC Bremgarten und wechselte später in den Nachwuchs des Grasshopper Club Zürich. 2014/15 debütierte er im Kader des Grasshopper Club Zürich. Während der ganzen Saison absolvierte er insgesamt neun Partien für die erste Mannschaft. Den Rest der Saison spielte er in der U21-Mannschaft. 2015/16 spielte er weitere fünf Partien in der ersten Mannschaft. 2016/17 wurde er anschliessend definitiv in das Kader der ersten Mannschaft integriert. Er beendete jedoch seine Karriere im selben Jahr aufgrund seines Studiums.

### Nationalmannschaft
2014 debütierte Wagnières in der U19-Unihockeynationalmannschaft. Am 2. Februar 2014 erzielte er seinen einzigen Treffer in der Nationalmannschaft. Er erzielte in der 48. Spielminute in der Partie gegen Tschechien den fünften Treffer für die Schweiz auf Zuspiel von Claudio Mutter.